# Hamycin
Hamycin là một hợp chất hữu cơ chống vi trùng polyene được mô tả ở Ấn Độ. Đây là một hợp chất chống nấm heptaene có cấu trúc hóa học khá giống với amphotericin B ngoại trừ việc nó có thêm một nhóm thơm liên kết với phân tử. Khi nguyên chất, hamycin là chất rắn màu vàng, dạng bột. Có hai phiên bản hamycin có cấu trúc hóa học rất giống nhau: Hamycin A và Hamycin B.

## Công dụng
Nó rất hữu ích như một kháng nấm kháng sinh thuốc cho tại chỗ cũng như toàn thân mycoses.